# Думчевский сельсовет
Думчевский сельсовет — упразднённое муниципальное образование со статусом сельского поселения и административно-территориальное образование в Залесовском районе Алтайского края России. Административный центр — село Думчево.
С 1 апреля 2021 года Думчевский сельсовет как муниципальное и административно-территориальное образование упразднён в связи с преобразованием Залесовского муниципального района в муниципальный округ.

## Население
| 1997 | 1998 | 1999 | 2000 | 2001 | 2002 |
| ---- | ---- | ---- | ---- | ---- | ---- |
| 943  | ↘888 | ↘878 | ↘838 | ↘816 | ↘798 |
| 2003 | 2004 | 2005 | 2006 | 2007 | 2008 |
| ↘768 | ↘751 | ↘720 | ↘697 | ↘687 | ↘681 |
| 2009 | 2010 | 2011 | 2012 | 2013 | 2014 |
| ↗682 | ↘657 | ↘656 | ↘649 | ↗671 | ↗684 |
| 2015 | 2016 | 2017 | 2018 | 2019 | 2020 |
| ↘645 | ↘628 | ↘599 | ↘590 | ↘588 | ↘571 |
| 2021 |      |      |      |      |      |
| ↘566 |      |      |      |      |      |

По результатам Всероссийской переписи населения 2010 года, численность населения муниципального образования составила 657 человек, в том числе 325 мужчин и 332 женщины. Оценка Росстата на 1 января 2012 года — 649 человек.

## Населённые пункты
В состав сельского поселения входит 2 населённых пункта:
- село Думчево,
- село Захарово.